# هنري مورلي (لاعب كريكت)
هنري مورلي (بالإنجليزية: Henry Morley)‏ (2 مارس 1785 - 6 ديسمبر 1857) هو باني ‏ ولاعب كريكت بريطاني (وحمل سابقاً جنسية المملكة المتحدة لبريطانيا العظمى وأيرلندا ومملكة بريطانيا العظمى). لعب مع نادي مقاطعة ساسكس للكركيت ‏.